# Pequignet
Pequignet — французская независимая компания по производству наручных часов и ювелирных изделий. Эмиль Пекинье основал компанию в 1973 году и назвал её своим именем.
В 2013 году марка Pequignet перешла двум частным инвесторам, один из которых, Лоран Катц, является президентом компании.

## Награды
Пять раз удостоенная первой премии «Золотой Циферблат» (Cadran d’Or) в Париже за свои модели часов Cameleone, Sorella и Moorea, компания Pequignet известна, главным образом, как производитель женских моделей часов.
В 2011 году Rue Royale модель получила множество наград, в том числе «Часы года» в Нидерландах, Бельгии и Японии.